# 7493 Hirzo
7493 Hirzo este o planetă minoră (asteroid), cu un diametru de 5,767 km, din centura de asteroizi. A fost descoperită pe 24 octombrie 1995 la Observatorul Kleť de Jana Tichá⁠(d) și a fost numită după Hirzo z Klingenbergu⁠(d). 
Obiectul prezintă o orbită caracterizată de o semiaxă mare de 2,5970707 UAi, o excentricitate de 0,11, o înclinație de 5,39595 ° în raport cu ecliptica.